# Alain Bouzigues
Alain Bouzigues, né le 14 mai 1968 à Paris 13e, est un acteur français.
Il est notamment connu pour ses rôles dans les séries télévisées Caméra Café (Philippe Gatin), Baron noir, Un gars, une fille, Skam ou Nu, ainsi que pour ses diverses collaborations avec Laurent Baffie et Mélody Mourey.

## Biographie

### Formation et débuts
Alain Bouzigues fait son apprentissage dans plusieurs cours d'art dramatique (Véra Gregh, Jean Darnel au Théâtre de l'Atelier...). Il fait aussi un passage à l'école du Théâtre national de Chaillot. Il complète sa formation par différents stages de danse et de théâtre autour de Garcia Lorca, le théâtre polonais, mais aussi la cascade.
En 1991, il fonde sa propre compagnie, « Les Zactants », de laquelle naîtront trois spectacles : L'Ascenseur de Gérard Levoyer, Veillée funèbre de Guy Foissy et Café Noir ?.

### Carrière au théâtre
Alain Bouzigues démarre au théâtre dans le rôle de Perceval dans la pièce Le Chevalier à la charrette de Franz Bartelt, joué en extérieur.
Durant dix ans, il travaille dans différentes compagnies, jouant les classiques (Monsieur de Pourceaugnac de Molière ; Le jeu de l’amour et du hasard de Marivaux ; Electre de Sophocle) comme les auteurs contemporains (Foissy ; Nordmann ; Wellman ; Alexievitch).
Il se retrouve ensuite seul en scène dans le monologue Complètement Starbée de Philippe Loubat-Delranc, mis en scène par Pascal Antonini au Théâtre du Gymnase.
En duo avec Serena Reinaldi, il interprète Les Diablogues de Roland Dubillard, dans une mise en scène d'Anouche Setbon, au Théâtre La Luna lors du Festival d'Avignon 2010.
Sa collaboration avec Laurent Baffie l’amène par deux fois sur les planches du Théâtre du Palais-Royal à Paris. Il est d’abord un examinateur du permis de conduire dans Un point c'est tout ! puis, dans Les Bonobos, il joue Ben, le muet, en langue des signes et en alternance avec Baffie.
Il endosse en 2013 le costume de Créon dans Antigone de Sophocle, mise en scène par Gwenael de Gouvello aux Grandes Ecuries de Versailles.
En 2014, il joue dans Ticket Gagnant, une comédie de Casanova-Tomasini, mise en scène par David Brécourt au Petit Gymnase. Il endosse ensuite le costume d’Adolf Hitler, qu’il interprète dans la comédie Une chance inestimable de Fabrice Donnio, mis en scène par David Roussel et Arthur Jugnot.
En 2016, il joue une nouvelle adaptation de Rumeurs de Neil Simon au Théâtre Fontaine, sous les regards de Dominique Deschamps et Eric Delcourt.
En 2017, il incarne Swann dans l’adaptation du roman Un amour de Swann de Marcel Proust, mise ne scène par Nathalie Vierne au Ciné 13 Théâtre.
En 2018, il signe sa troisième collaboration avec Laurent Baffie, en reprenant le rôle de l’animateur télé dans la pièce Sexe, Magouilles et Culture générale au Palace.
En 2022, il rejoint la troupe de Mélody Mourey. Il joue dans deux de ses pièces: Les crapauds fous au Splendid puis au théâtre de la Renaissance. Et La course des géants, au théâtre de la Renaissance. 

### Carrière à la télévision
À la télévision, Alain Bouzigues apparaît tout d’abord dans Surprise sur prise ! où il piège une cinquantaine d’artistes. Puis viens Farce Attaque, émission de caméras cachées où il emmène les quidams à bord de son taxi.
Sur la chaîne M6, il joue le rôle de Philippe Gatin, responsable informatique gay dans la série courte Caméra Café (dont il co-écrit près d'une centaine d'épisodes[réf. souhaitée]).
Il participe aussi à de nombreux programmes courts ou séries comiques comme Un gars, une fille ; Totale Impro ; Drôle de Poker ; Le Bidule ou plus récemment Parents mode d'emploi ou Scènes de ménages.
Il participe à de plusieurs émissions et jeux télévisés, notamment Pékin Express : Duos de choc en 2010.
Il interprète Charles Darwin aux côtés de Jean-Pierre Marielle dans Darwin (R)évolution pour France 5.
Dans la série courte A Musée Vous, A Musée Moi sur Arte, il incarne la statue de l'Abbé Raynal dans le tableau « Portrait de Jean-Baptiste Belley ».
On le retrouve régulièrement en invité dans différentes séries : Joséphine, ange gardien ; Clem ; Doc Martin ; Profilage ; Balthazar ou encore Meurtres à..., Les hommes de l’ombre ou encore Caïn.
Il est aussi l’avocat dans La Famille Katz sur France 2 et le prof d’anglais dans Mère et Fille sur Disney Channel. Dans la série Skam France, il est le proviseur du lycée. Il incarne le docteur Friedrich Gonzales dans la série Nu sur OCS.
Depuis 2016, il a rejoint le casting des trois saisons de la série politique Baron noir diffusée sur Canal+, y tenant le rôle du ministre de l'Intérieur François Boudard.

### Carrière au cinéma

#### Films
Alain Bouzigues fait sa première apparition au cinéma dans Le Jaguar de Francis Veber. On le retrouve en 2003 dans Rire et Châtiment face à José Garcia.
Il reprend au cinéma son personnage de Philippe Gatin de Caméra Café dans les deux films adaptés de la série : Espace détente et Le Séminaire.
À partir de 2013, il devient pensionnaire chez Jean-Pierre Mocky pour qui il tourne six films : Le Renard jaune ; Calomnies ; Le Mystère des jonquilles; Les Compagnons de la pomponette ; Le Cabanon rose et Modus operandi.
En 2019, il incarne le chirurgien esthétique de Mathilde Seigner dans la comédie Ni une ni deux réalisée par Anne Giafferi.

#### Courts-métrages
Alain Bouzigues a tourné dans près d'une vingtaine de courts-métrages. On peut citer notamment Dégustation et Samedi, Dimanche et aussi Lundi d'Éric Valette, élu meilleur film au Festival du film policier de Cognac en 1999, sans oublier Les fans et Out ! de Francis Duquet pour Canal +, Réveil difficile de Nicolas Cuche pour 13e Rue, Le Break russe de Yann Piquer pour Arte et Prozac Tango de Michael Souhaité. En 2009, il joue aussi dans SARL Noël de Anita & John Huston, un des films d’une série spéciale pour Arte.
Son interprétation dans le court métrage Big Brother lui vaut un prix d’interprétation au festival Fest’Yves Arts de Quiberon .

### Prises de position
Le 19 décembre 2018, plus de 70 célébrités se mobilisent à l'appel de l'association Urgence Homophobie. Alain Bouzigues est l'un d'eux et apparaît dans le clip de la chanson De l'amour.

### Vie privée
Alain Bouzigues apporte son soutien à la communauté homosexuelle. Il est un proche ami de Nicole Calfan ainsi que du chanteur Christophe avec qui il jouait au poker.

## Théâtre
- 1991 : Le Chevalier à la charrette de Franz Bartelt, mise en scène Jean-Marie Lejude, site de La Cassine
- 1991 : L'Ascenseur de Gérard Levoyer, mise en scène Jacques Clément, théâtre du Berry-Zèbre, Paris
- 1992 : Veillée funèbre de Guy Foissy, mise en scène Jacques Clément, théâtre de Nesle, Paris
- 1992 : Électre de Sophocle, mise en scène Nicolas Delétoille, théâtre National de Chaillot, Paris
- 1993 : Café Noir ? Improvisé !, mise en scène Jacques Clément, théâtre Clavel, Paris
- 1994 : Qui a tué Barbot ? de Jean-Pierre Pascaud, mise en scène de l'auteur, théâtre la Luna, Avignon
- 1995 : Peau de tambour de Jean-Pierre Pascaud, mise en scène de l'auteur, théâtre la Luna, Avignon
- 1995 : Tempête chez les boutures de Jean-Gabriel Nordmann, Roland Fichet et Claude Prin, mise en scène Jean-Marie Lejude, espace Pierre Cardin, Paris
- 1996 : Le Jeu de l'amour et du hasard de Marivaux, mise en scène Jean-Michel Paris, théâtre de la Manufacture, Saint-Quentin
- 1997 : Utopiés, d'après Possédés par la mort de Svetlana Alexievitch, mise en scène de Jean-Marie Lejude, caserne des pompiers d'Avignon & Festival international de Toruń, Pologne
- 2000 : Monsieur de Pourceaugnac de Molière, mise en scène Bernard Habermeyer, théâtre du Balcon, Avignon
- 2005 et 2007 : Sept Pipes de Mac Wellman, lectures publiques, Paris
- 2007 : Complètement Starbée de Philippe Loubat-Delranc, mise en scène Pascal Antonini, théâtre du Gymnase, Paris
- 2008-2009 : Un point c'est tout ! de Laurent Baffie, mise en scène de l'auteur, théâtre du Palais-Royal, Paris
- 2010 : Les Diablogues de Roland Dubillard, mise en scène Anouche Setbon, théâtre la Luna, Avignon
- 2011 : Face de Cuillère de Lee Hall, mise en scène Pascal Antonini, espace Lino Ventura, Garges
- 2011-2012 : Les Bonobos de Laurent Baffie, mise en scène de l'auteur, théâtre du Palais-Royal, Paris & tournée
- 2013 : Antigone de Sophocle, adaptation & mise en scène Gwenhaël de Gouvello, Grande Écurie, Versailles : Créon
- 2014 : Ticket Gagnant de Casanova-Tomasini, mise en scène David Brécourt, théâtre du Gymnase, Paris
- 2015 : Une chance inestimable de Fabrice Donnio, mise en scène Arthur Jugnot et David Roussel, théâtre des Béliers parisiens, Paris : Adolf Hitler
- 2016 : Rumeurs de Neil Simon, mise en scène Dominique Deschamps et Eric Delcourt, théâtre Fontaine, Paris : Ken
- 2017 : Un amour de Swann de Marcel Proust, adaptation & mise en scène Nathalie Vierne, Ciné 13 Théâtre, Paris : Charles Swann
- 2018 : Sexe, Magouilles et Culture générale de Laurent Baffie, mise en scène de l'auteur, Le Palace, Paris : l'animateur
- 2022 et 2023: Les crapauds fous de Mélody Mourey, mise en scène de l'auteure, théâtre du Splendid, Paris : le capitaine Karl Steinman
- 2023 : La course des géants de Mélody Mourey, mise en scène de l'auteure, théâtre de la Renaissance, Paris : Freddo & Foster
- 2024 : Les crapauds fous de Mélody Mourey, mise en scène de l'auteure, théâtre de la Renaissance : le capitaine Karl Steinman

## Filmographie

### Cinéma

#### Longs métrages
- 1996 : Le Jaguar de Francis Veber
- 2002 : Maléfique d'Éric Valette
- 2003 : Le Pharmacien de garde de Jean Veber : le client sans ordonnance
- 2003 : Rire et Châtiment d'Isabelle Doval : le dragueur dans la rue
- 2005 : Espace Détente d'Yvan Le Bolloc'h et Bruno Solo : Philippe Gatin
- 2009 : Le Séminaire de Charles Némès : Philippe Gatin
- 2009 : Le Jour de la comète de Sébastien Milhou[12] : Enzo
- 2011 : Road Nine de Sébastien Rossi : le joaillier
- 2013 : Le Renard jaune de Jean-Pierre Mocky : Roger, le journaliste
- 2014 : Calomnies de Jean-Pierre Mocky : Lousteau
- 2014 : Le Mystère des jonquilles de Jean-Pierre Mocky : Lannes
- 2015 : Les Compagnons de la pomponette de Jean-Pierre Mocky : le professeur Rustein
- 2016 : Le Cabanon rose de Jean-Pierre Mocky : l'Abbé
- 2019 : Ni une ni deux de Anne Giafferi : le chirurgien esthétique
- 2021 : Flashback de Caroline Vigneaux : le directeur de la banque
- 2024 : La Gardav de Thomas Lemoine et Dimitri Lemoine : Le capitaine Peron
- 2024 : Top Floor de Jeremy Minui

#### Courts métrages
- 1994 : Retour rapide de Éric Valette[13]
- 1995 : Un homme simple de Éric Valette[13]
- 1997 : Générique de Xavier de Choudens[13]
- 1997 : Le Break russe de Yann Piquer (Arte)[13]
- 1998 : C'est presque le printemps, non ? de Jean-Marc Gourdon[13]
- 1998 : Les Fans de Francis Duquet (Canal+) : le facteur
- 1999 : Les Mongols de Éric Valette (Canal+)[13]
- 1999 : Out! de Francis Duquet (Canal+)
- 1999 : Réveil Difficile de Nicolas Cuche (13e Rue)
- 1999 : Samedi, dimanche et aussi lundi de Éric Valette
- 2000 : Very Basic Instinct de Vanessa Zambernardi : le serveur
- 2002 : Dégustation de Éric Valette (Arte) : l'enquêteur
- 2005 : Prozac tango de Michaël Souhaité : l'homme seul
- 2006 : Poésie Del Amor d'Olivier Vidal
- 2008 : Commérages de Ingrid Lazenberg
- 2009 : SARL Noël de Anita & John Huston (Arte) : le reporter
- 2010 : Five de Igor Gotesman : le commissaire
- 2011 : Le Naufragé de Pierre Folliot : le père
- 2012 : Chronique de l'ennui de Jérémy Minui : le père
- 2012 : Le vivant-mort de Maxime Ropars : le juge
- 2013 : Big Brother de Pierre Folliot : Jean-Marc
- 2014 : Yantra de Jérémy Minui : le docteur
- 2014 : Le Virus de Annabelle Milot : l'ami
- 2015 : Alice de Arnaud Mercadier : Jean, le mari
- 2018 : Nhel Cheitan de Hicham & Samir Harrag : le médecin
- 2018 : Misère de Daphné Baiwir : le coach
- 2020 : La Reine Lézard de Nathalie Lenoir : l'éditeur
- 2020 : Le tétard de Nathalie Lenoir : le père
- 2021 : Je vous présente Alice de James No : le barman
- 2022 : Patate de Benjamin Halbert : la voix
- 2022 : Interview Liberazzo de Martin Schrepel : la voix du journaliste
- 2022 : C'est beau quand c'est triste de Martin Schrepel : Antoine, l'insomniaque
- 2023 : Accidents de Thomas Meunier : Edouard
- 2023 : Cramés de Jérémie Duvall : Rodolphe

### Télévision
- 1993 : Maguy (série, épisode « La rose et Lenoir »)
- 1998 : Tous ensemble (téléfilm) de Bertrand Arthuys : Deslandes
- 1999 : Chambre n° 13 (épisode « Réveil difficile » de Nicolas Cuche, 13e rue) : Francis
- 1999-2003 : Un gars, une fille (série, France 2) : Daniel et divers rôles secondaires
- 2000 : Mathieu Corot (épisode « L'amour interdit » de Pascale Dallet) : Amaury
- 2001 : Le juge est une femme (épisode « Dans le panier de la ménagère » de Pierre Boutron)
- 2001 : Agathe et le Grand Magasin (téléfilm, France 2) de Bertrand Arthuys
- 2001-2004 : Caméra Café (série, M6) : Philippe Gatin
- 2002 : H (épisode « Une histoire de fraude ») : un ami d'Aymé
- 2003 : Ça va déchirer ce soir! (prime time de Caméra Café, M6) : Philippe Gatin
- 2005 : C'est la vie, camarade (téléfilm, France 3) de Bernard Uzan
- 2005 : Les Mariages d'Agathe (épisodes « Le Père d'emprunt » et « Mariage Est/Ouest » de Stéphane Kappes) : François
- 2006 : Julie Lescaut (épisode « Le Droit de tuer » de Daniel Janneau) : Anderson
- 2008 : SOS 18 (épisode « Pour un portable » de Jean Sagols) : Fabrice
- 2009 : Bob Ghetto (série, NRJ 12) de Stéphane Marelli : la voix off
- 2009 : Joséphine, ange gardien (épisode « Ennemis jurés » de Christophe Barbier) : l'inspecteur Bio
- 2009 : Darwin: (R)évolution (docufiction, France 5) de Philippe Tourancheau : Charles Darwin
- 2011 : Joséphine, ange gardien (épisode « Un petit coin de paradis » de Pascal Heylbroeck) : J-P
- 2011 : Drôle de poker (série, RTL9) de Jean-Marc Peyrefitte : le chanceux
- 2012 : Mère et Fille (série) de Stéphane Marelli : le professeur d'anglais
- 2013 : La Famille Katz (série, France 2) d'Arnauld Mercadier : Bruno
- 2014 : Profilage (épisode « Jusqu'au bout de la nuit », TF1) d'Alexandre Laurent : Dellamont
- 2015 : Clem (épisode 20, de Arnauld Mercadier) : l'abbé de la Morlette
- 2015 :  Doc Martin (épisode « Rats Attack » de Stéphane Kappes, TF1) : Helmut
- 2015 : L'Équipe (série, Canalplay) de Jérémy Minui : le ministre de l'Intérieur
- 2015 : Parents mode d'emploi (« Le prime », France 2) de Marie-Hélène Copti : le guide
- 2016 : Baron noir (série, Canal +) de Ziad Doueiri : Francois Boudard
- 2016 : Les Hommes de l'ombre (saison 3) de Fred Garson
- 2016 : Le Mec de la tombe d'à côté (téléfilm, TF1) de Agnès Obadia : l'éditeur
- 2017 : Nu (série, OCS) d'Olivier Fox : le docteur Gonzales
- 2017 : Baron noir (saison 2, Canal +) de Ziad Doueiri & Antoine Chevrollier : Francois Boudard
- 2018 : Myster Mocky présente (épisode « Modus operandi ») de Jean-Pierre Mocky : l'inspecteur Picou
- 2018 : Scènes de ménages (M6 « Le prime : Au boulot ! » de Karim Adda) : Fouchard
- 2018 : Balthazar (série, TF1, épisode « Les disparues » de Jeremy Minui) : Michel Sabatier
- 2018 : Skam France/Belgique (saisons 3 et 4) de David Hourrègue : le proviseur
- 2018 : Meurtres en Cotentin (téléfilm, France 3) de Jérémy Minui : Daniel Vimont
- 2019 : A musée vous, A musée moi (série, Arte ; tableau le Portrait de Jean-Baptiste Belley) de Pablo Munoz Gomez : l'abbé Raynal
- 2019 : Profilage (épisode « La Croisée des chemins » de Jérémy Minui) : M. Henri
- 2019 : Baron noir (saison 3, Canal +) d'Antoine Chevrollier & Thomas Bourguignon : Francois Boudard
- 2019 : Caïn (épisode « Belle à crever » de Bertrand Arthuys) : Sylvain
- 2019 : Skam France/Belgique (série) de David Hourrègue : le proviseur
- 2020 : Black and White (série, France 3) de Moussa Sène Absa : le rédacteur en chef
- 2020 : Grand Hôtel (série, TF1) de Jérémy Minui : Thomas, l'ancien barman du country-club
- 2020 : Enquête à cœur ouvert (série, TF1) de Frank Van Passel : le capitaine Massard
- 2020 : Skam France/Belgique (saison 7) de Shirley Monsarrat : le proviseur
- 2020 : Frérots (série, OCS) de David Bellocq : maître Dumont
- 2020 : Une si longue nuit (mini-série, TF1) de Jérémy Minui : le président Belfond
- 2021 : Un si grand soleil (série, France 2) : Tristan, le directeur de l'opéra
- 2021 : I3P (série, TF1)[14] de Jérémy Minui : l'insomniaque de l'I3P
- 2021 : Skam France/Belgique (saisons 9 & 10) de Shirley Monsarrat : le proviseur
- 2022 : Le meilleur d'entre nous (série, France 3) de Floriane Crépin : Juge Losier
- 2022 : D'argent et de sang (série, Canal +) de Xavier Giannoli : Intervenant Bercy
- 2023 : Caméra Café, 20 ans déjà (téléfilm, M6) de Bruno Solo et Yvan Le Bolloc'h : Philippe Gatin
- 2023 : Les Pennac(s) (série, France 3) de Emmanuelle Caquille : Lacombe
- 2023 : Vise le cœur (série, TF1) de Jérémy Minui : l'animateur
- 2023 : 66-5 (série, Canal +) d’Anne Landois : Gilles Bauer

### Clips
- 1995 : Antipolitique de No One Is Innocent feat. Timide et sans complexe, réalisé par Éric Valette.
- 2005 : Smic au Black de Doc Gyneco, réalisé par Julien Bloch.
- 2011 : Le Prince Charmant de Koxie, réalisé par Ilan Teboul.
- 2011 : Ce mec est too much des Coco-girls, réalisé par Kobé.
- 2014 :  Lady Luck de Lulu Gainsbourg, réalisé par Émilie Chedid.
- 2017 :  Tequila de Lulu Gainsbourg, réalisé par Folliot & Braut.
- 2018 :  De l'amour de Patxi Garat, réalisé par Benoit Pétré.
- 2022 :  Intime de Lulu Gainsbourg, réalisé par Folliot & Braut.
- 2023 : Quizas de zzfantasma réalisé par martin Schrepel
- 2023 : Der Steppenwolf de zzfantasma réalisé par martin Schrepel

## Émissions de télévision
Source : programme-tv.net
- 1991-1995 : Surprise sur prise : acteur (caméras cachées)
- 1996 : Juste pour rire : acteur (faux reportages ; fausses interviews)
- 1998 : Farce Attaque : acteur (caméras cachées ; séquence taxi)
- 1999 : Le Bidule (série) : rôles secondaires
- 2002 : Dans ma boîte (France 5) : acteur (caméras cachées ; séquence taxi)
- 2005 : La Nouvelle Classe (série, France 3) : le chouchou
- 2005 : Totale Impro (série) : Alain
- 2006 : Drôle de couple (France 3) : l'animateur du jeu
- 2010 : Pékin Express : Duos de choc : lui-même
- 2016 : Le Meilleur Pâtissier : lui-même

## Radio
- 2010 : On refait tout de David Lescot, France Culture, réalisation Myron Meerson : l'arbitre